# Zhang Ziyi

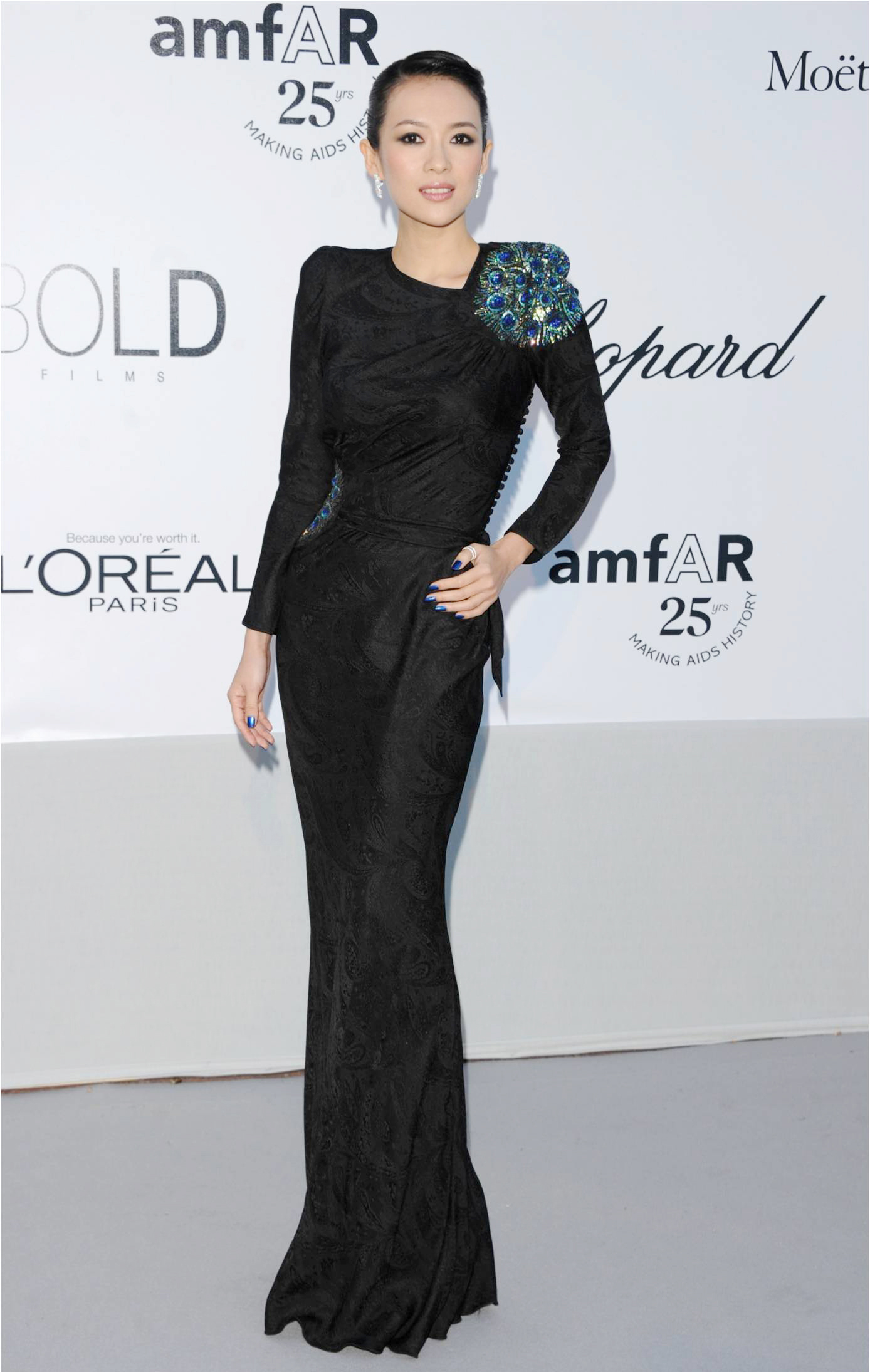
Zhang Ziyi (2011)

Zhang Ziyi (ur. 9 lutego 1979 w Pekinie) – chińska aktorka, która grała m.in. w filmach Przyczajony tygrys, ukryty smok, Hero i Dom latających sztyletów.

## Życiorys
Dla aktorstwa zrezygnowała z tańca (wcześniej zdobyła mistrzostwo Chin w tej dyscyplinie).
W 2005 znalazła się na liście 50 najpiękniejszych ludzi świata w rankingu magazynu „People”.
Wystąpiła w filmie Godziny szczytu 2, nie znając języka angielskiego.
Sztuk walki nauczyła się od Yuen Wo-Pinga, twórcy scen walki w filmie Matrix (1999).
Zasiadała w jury konkursu głównego na 59. MFF w Cannes (2006) oraz na 81. MFF w Wenecji (2024), a także w jury sekcji "Cinéfondation" na 62. MFF w Cannes (2009) oraz w jury sekcji "Un Certain Regard" na 66. MFF w Cannes (2013).
Wystąpiła za darmo w filmie Jian guo da ye.

## Filmografia
- 1996: Xing xing dian deng jako Chen Wei
- 1999: Droga do domu jako Zhao Di
- 2000: Przyczajony tygrys, ukryty smok jako Jen
- 2001: Godziny szczytu 2 jako Hu Li
- 2001: Wojownicy krainy Zu jako Joy
- 2001: Musa jako Księżniczka Puyong
- 2002: Ultimate Fights from the Movies jako Jen Yu
- 2002: Hero jako Luna
- 2003: Fioletowy motyl jako Ding Hui / Xin Xia
- 2003: Jopog manura 2: Dolaon jeonseol
- 2003: My Wife Is a Gangster 2 jako szef Triady (gościnnie)
- 2004: 2046 jako Bai Ling
- 2004: Dom latających sztyletów jako Mei
- 2004: Mo li hua kai jako Młoda Mo / Młoda Li / Młoda Huo
- 2005: Operetta tanuki goten jako Księżniczka Tanuki-hime
- 2005: Wyznania gejszy jako Sayuri
- 2006: The Banquet jako cesarzowa Wan
- 2007: Wojownicze Żółwie Ninja jako Karai (głos)
- 2008: Lost For Words jako Lin Zhen
- 2008: Mei Lanfang jako Meng Xiaodong
- 2009: Horsemen – jeźdźcy Apokalipsy jako Kristen Spitz
- 2009: Jian guo da ye jako Gong Peng
- 2012: Niebezpieczne związki jako Du Fenyu
- 2013: Wielki mistrz jako Gong Er
- 2018: Paradoks Cloverfield jako Ling Tam
- 2019: Godzilla II: Król potworów jako dr Ilene Chen / dr Ling
- 2021: Godzilla vs. Kong jako dr Ilene Chen (sceny usunięte)

## Nagrody i nominacje
- 2000: Przyczajony tygrys, ukryty smok – (nominacja) Złoty Koń najlepsza aktorka
- 2001: Przyczajony tygrys, ukryty smok – (nominacja) MTV Movie Award najbardziej obiecująca aktorka
- 2001: Przyczajony tygrys, ukryty smok – (nominacja) Saturn najlepsza aktorka drugoplanowa
- 2001: Przyczajony tygrys, ukryty smok – (nominacja) BAFTA najlepsza aktorka drugoplanowa
- 2001: Przyczajony tygrys, ukryty smok – (nominacja) Hong Kong Film Award najlepsza aktorka
- 2001: Przyczajony tygrys, ukryty smok – MTV Movie Award najlepsza scena walki
- 2002: Godziny szczytu 2 – (nominacja) MTV Movie Award najlepszy czarny charakter
- 2003: Hero – (nominacja) Hong Kong Film Award najlepsza aktorka drugoplanowa
- 2004: 2046 – (nominacja) Złoty Koń najlepsza aktorka
- 2004: Mo li hua kai – Złoty Kogut najlepsza aktorka
- 2005: Dom latających sztyletów – (nominacja) BAFTA najlepsza aktorka
- 2005: Dom latających sztyletów – (nominacja) Saturn najlepsza aktorka
- 2005: 2046 – Hong Kong Film Award najlepsza aktorka
- 2005: Dom latających sztyletów – (nominacja) MTV Movie Award najlepsza scena walki
- 2006: Wyznania gejszy – (nominacja) Złoty Glob najlepsza aktorka dramatyczna
- 2006: Wyznania gejszy – (nominacja) BAFTA najlepsza aktorka
- 2006: Wyznania gejszy – (nominacja) MTV Movie Award najlepsza rola kobieca
- 2006: Wyznania gejszy – (nominacja) MTV Movie Award najseksowniejszy występ